# スワンメルダムオオハカリサソリ
スワンメルダムオオハカリサソリ（スワンメルダム大変測蠍、学名 Gigantometrus swammerdami）は、サソリ目サソリ科に属するサソリである。
サソリ目最大種とされている。

## 概説
インドに分布する大型種。サソリ目最大種とされており、最大記録は真偽の程は確かではないが、292mmの記録も存在している。292mmの個体の重量は56g。

## 特徴
大型種で、体長は平均して130-180mm。292mmの記録も非公式ながら存在している。

## 分布
インド

## 扱い
稀にペットとして飼育されることがある。大型サソリはペット人気が高いがインドは生き物の輸出を大幅に規制していることもあり、本種の乱獲の心配は比較的少ない。

## 生態
熱帯雨林に生息している。

## 類似の種など
スリランカに分布する、チタンオオハカリサソリ G. titanicus は本種のシノニムであったが、現在は有効種とされている。本種とは鋏の形が若干異なる。歩脚の色が異なるとされることもあるが、個体差によるので判別には使用できない。